# Grand Prix Austrálie 2017
Grand Prix Austrálie 2017 (oficiálně 2017 Rolex Australian Grand Prix) se jela na okruhu Albert Park Circuit v Melbourne v Austrálii dne 26. března 2017. Závod byl prvním v pořadí v sezóně 2017 šampionátu Formule 1.

## Kvalifikace
| Poř.                         | No. | Jezdec             | Konstruktér               | Časy v kvalifikaci | Časy v kvalifikaci | Časy v kvalifikaci | Pořadí na startu |
| Poř.                         | No. | Jezdec             | Konstruktér               | Q1                 | Q2                 | Q3                 | Pořadí na startu |
| ---------------------------- | --- | ------------------ | ------------------------- | ------------------ | ------------------ | ------------------ | ---------------- |
| 1                            | 44  | Lewis Hamilton     | Mercedes                  | 1:24.191           | 1:23.251           | 1:22.188           | 1                |
| 2                            | 5   | Sebastian Vettel   | Ferrari                   | 1:25.510           | 1:23.401           | 1:22.456           | 2                |
| 3                            | 77  | Valtteri Bottas    | Mercedes                  | 1:24.514           | 1:23.215           | 1:22.481           | 3                |
| 4                            | 7   | Kimi Räikkönen     | Ferrari                   | 1:24.352           | 1:23.376           | 1:23.033           | 4                |
| 5                            | 33  | Max Verstappen     | Red Bull Racing-TAG Heuer | 1:24.482           | 1:24.092           | 1:23.485           | 5                |
| 6                            | 8   | Romain Grosjean    | Haas-Ferrari              | 1:25.419           | 1:24.718           | 1:24.074           | 6                |
| 7                            | 19  | Felipe Massa       | Williams-Mercedes         | 1:25.099           | 1:24.597           | 1:24.443           | 7                |
| 8                            | 55  | Carlos Sainz Jr.   | Toro Rosso                | 1:25.542           | 1:24.997           | 1:24.487           | 8                |
| 9                            | 26  | Daniil Kvjat       | Toro Rosso                | 1:25.970           | 1:24.864           | 1:24.512           | 9                |
| 10                           | 3   | Daniel Ricciardo   | Red Bull Racing-TAG Heuer | 1:25.383           | 1:23.989           | Bez času           | 15               |
| 11                           | 11  | Sergio Pérez       | Force India-Mercedes      | 1:25.064           | 1:25.081           |                    | 10               |
| 12                           | 27  | Nico Hülkenberg    | Renault                   | 1:24.975           | 1:25.091           |                    | 11               |
| 13                           | 14  | Fernando Alonso    | McLaren-Honda             | 1:25.872           | 1:25.425           |                    | 12               |
| 14                           | 31  | Esteban Ocon       | Force India-Mercedes      | 1:26.009           | 1:25.568           |                    | 13               |
| 15                           | 9   | Marcus Ericsson    | Sauber-Ferrari            | 1:26.236           | 1:26.465           |                    | 14               |
| 16                           | 36  | Antonio Giovinazzi | Sauber-Ferrari            | 1:26.419           |                    |                    | 16               |
| 17                           | 20  | Kevin Magnussen    | Haas-Ferrari              | 1:26.847           |                    |                    | 17               |
| 18                           | 2   | Stoffel Vandoorne  | McLaren-Honda             | 1:26.858           |                    |                    | 18               |
| 19                           | 18  | Lance Stroll       | Williams-Mercedes         | 1:27.143           |                    |                    | 20               |
| 20                           | 30  | Jolyon Palmer      | Renault                   | 1:28.244           |                    |                    | 19               |
| 107 % času vítěze : 1:30.084 |     |                    |                           |                    |                    |                    |                  |
| Zdroj:                       |     |                    |                           |                    |                    |                    |                  |

Poznámky
1. 1 2  Daniel Ricciardo a Lance Stroll obdrželi trest posunu o 5 míst vzad kvůli neplánované výměně převodovky.

## Závod
| Poř.   | No. | Jezdec             | Konstruktér               | Počet kol | Čas/Odstoupení    | Pořadí na startu | Body |
| ------ | --- | ------------------ | ------------------------- | --------- | ----------------- | ---------------- | ---- |
| 1      | 5   | Sebastian Vettel   | Ferrari                   | 57        | 1:24:11.672       | 2                | 25   |
| 2      | 44  | Lewis Hamilton     | Mercedes                  | 57        | +9.975            | 1                | 18   |
| 3      | 77  | Valtteri Bottas    | Mercedes                  | 57        | +11.250           | 3                | 15   |
| 4      | 7   | Kimi Räikkönen     | Ferrari                   | 57        | +22.393           | 4                | 12   |
| 5      | 33  | Max Verstappen     | Red Bull Racing-TAG Heuer | 57        | +28.827           | 5                | 10   |
| 6      | 19  | Felipe Massa       | Williams-Mercedes         | 57        | +1:23.386         | 7                | 8    |
| 7      | 11  | Sergio Pérez       | Force India-Mercedes      | 56        | +1 kolo           | 10               | 6    |
| 8      | 55  | Carlos Sainz Jr.   | Toro Rosso                | 56        | +1 kolo           | 8                | 4    |
| 9      | 26  | Daniil Kvjat       | Toro Rosso                | 56        | +1 kolo           | 9                | 2    |
| 10     | 31  | Esteban Ocon       | Force India-Mercedes      | 56        | +1 kolo           | 13               | 1    |
| 11     | 27  | Nico Hülkenberg    | Renault                   | 56        | +1 kolo           | 11               |      |
| 12     | 36  | Antonio Giovinazzi | Sauber-Ferrari            | 55        | +2 kola           | 16               |      |
| 13     | 2   | Stoffel Vandoorne  | McLaren-Honda             | 55        | +2 kola           | 18               |      |
| Ret    | 14  | Fernando Alonso    | McLaren-Honda             | 50        | Prasklá podlaha   | 12               |      |
| Ret    | 20  | Kevin Magnussen    | Haas-Ferrari              | 46        | Zavěšení kola     | 17               |      |
| Ret    | 18  | Lance Stroll       | Williams-Mercedes         | 40        | Brzdy             | 20               |      |
| Ret    | 3   | Daniel Ricciardo   | Red Bull Racing-TAG Heuer | 25        | Palivová jednotka | PL               |      |
| Ret    | 9   | Marcus Ericsson    | Sauber-Ferrari            | 21        | Hydraulika        | 14               |      |
| Ret    | 30  | Jolyon Palmer      | Renault                   | 15        | Brzdy             | 19               |      |
| Ret    | 8   | Romain Grosjean    | Haas-Ferrari              | 13        | Únik vody         | 6                |      |
| Zdroj: |     |                    |                           |           |                   |                  |      |

Poznámky
1. ↑  Daniel Ricciardo byl nucen startovat z boxové uličky poté, co jeho auto zastavilo během zaváděcího kola a tým jej nestihl připravit do startu včas.

## Průběžné pořadí po závodě
Pohár jezdců
|  | Pořadí | Jezdec           | Body |
|  | ------ | ---------------- | ---- |
|  | 1      | Sebastian Vettel | 25   |
|  | 2      | Lewis Hamilton   | 18   |
|  | 3      | Valtteri Bottas  | 15   |
|  | 4      | Kimi Räikkönen   | 12   |
|  | 5      | Max Verstappen   | 10   |

Pohár konstruktérů
|  | Pořadí | Konstruktér               | Body |
|  | ------ | ------------------------- | ---- |
|  | 1      | Ferrari                   | 37   |
|  | 2      | Mercedes                  | 33   |
|  | 3      | Red Bull Racing-TAG Heuer | 10   |
|  | 4      | Williams-Mercedes         | 8    |
|  | 5      | Force India-Mercedes      | 7    |